# Александр Арчилович Имеретинский
Алекса́ндр Арчи́лович (груз. ალექსანდრე ბაგრატიონი, 1674 — 20 февраля 1711) — имеретинский царевич (батонишвили) из рода Багратионов, сын царя Имерети и Кахети Арчила Вахтанговича, внук картлийского царя Вахтанга V. Первый в истории России генерал-фельдцейхмейстер (1699).

## Биография

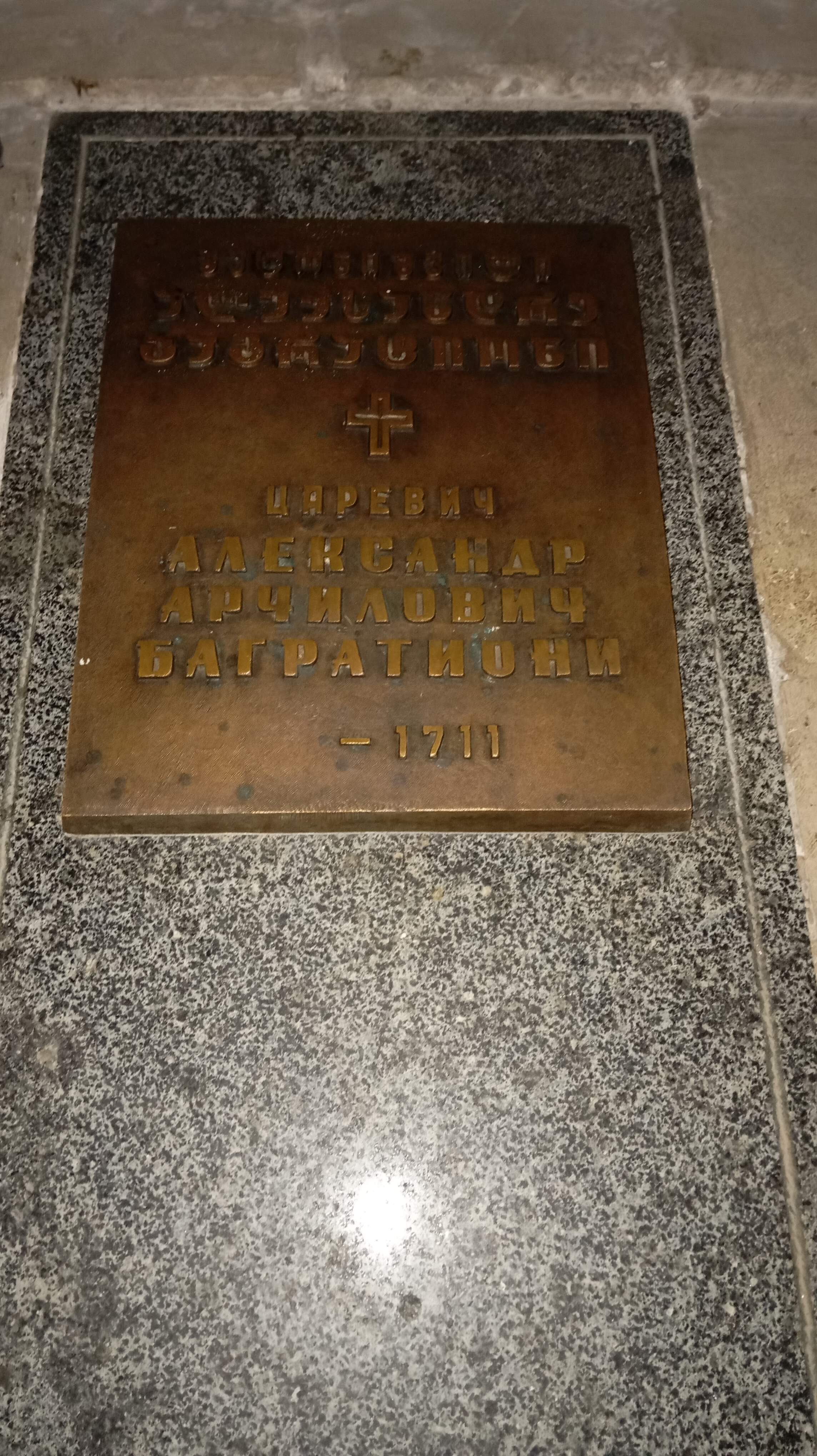
Могила Александра Арчиловича Имеретинского в крипте Большого собора Донского монастыря.

Вместе с братом Мамукой (Матвеем; 1676—1693), воспитывался в Москве (с 1684 года), под главным смотрением князя Федула Волконского и дьяка Ивана Казаринова. Будучи одних лет с юным царём Петром Алексеевичем, принимал участие в его военных играх и снискал его расположение. В 1690 году он принимал участие в походе своего отца против овладевшего престолом Имеретии царя Александра IV. В 1697 году сопровождал Петра Великого в первом его путешествии за границу, где изучал артиллерийское дело (в Гааге) и по возвращении был назначен «начальником пушкарского дела» в звании генерал-фельдцейхмейстера. Ему были поручены реорганизация и модернизация всей русской артиллерии.

Александр Имеретинский. 1696 г.

В начавшейся в 1700 году войне с Швецией под его командованием было 145 пушек и 28 мортир. Русская артиллерия была захвачена шведами вместе с её начальником при катастрофической битве при Нарве. Александр Имеретинский был отправлен в Стокгольм, где содержался в плену до 1710 года. Отпущенный без уплаты выкупа вскоре после Полтавской битвы, он скончался по пути в Россию в городке Питео в 1711 году. Шведская сторона отказывалась выдать тело покойного его родственникам, в связи с чем Петр I своим указом дал поручение Сенату «жестоко» провести переговоры и решить этот вопрос, что и было исполнено.
Похоронен в Большом соборе московского Донского монастыря.
Имеретинский перевёл на грузинский язык «Слово об успении Богородицы» и «Тестамент Василия, царя греческого, сыну своему, Льву Философу» Симеона Полоцкого.

## Семья
Был женат дважды. В 1687 году вступил в брак с Феодосьей Милославской (ум. 1695), дочерью боярина И. М. Милославского. В приданое за ней получил подмосковное село Всехсвятское (ныне — московский район «Сокол»). Вторая жена — княжна Гликерия Элизбаровна (Ильинична) Давыдова (Давитишвили-Багратиони), которая родила ему дочь Софью, жену князя Егора Леонтьевича Дадианова.

## Память

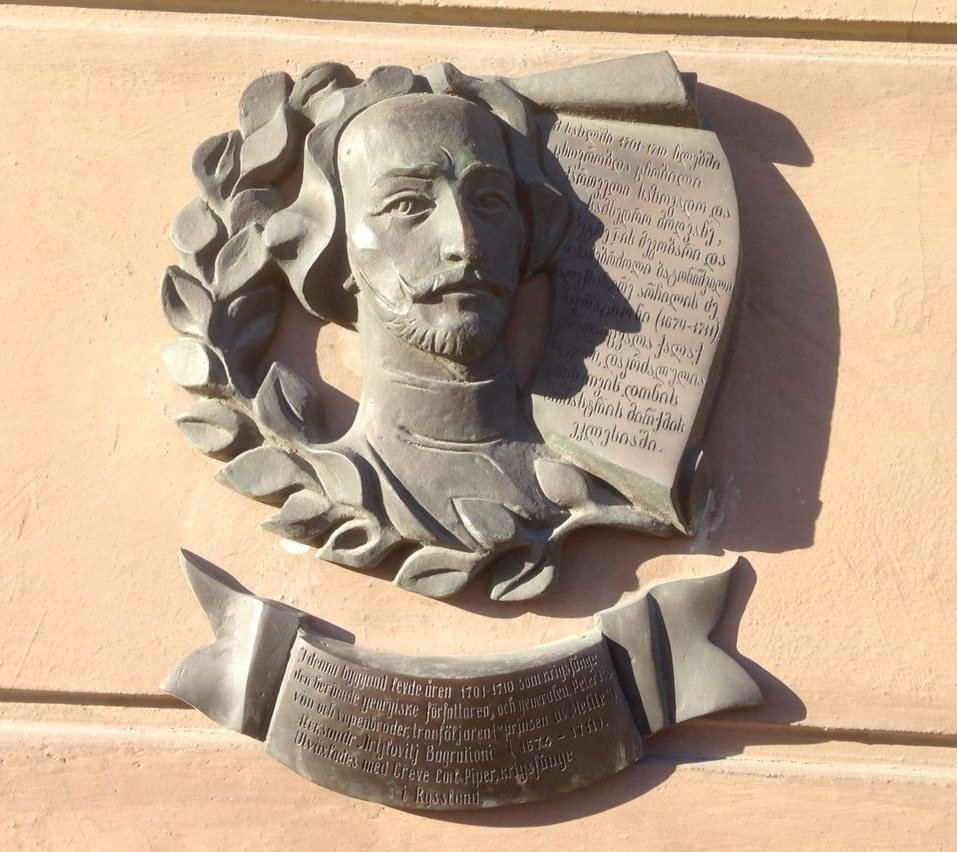
Мемориальная доска в Стокгольме

- Прижизненный портрет царевича, написанный неизвестным автором в 1696 году, хранится в Тбилиси в собрании Грузинского национального музея.
- Прижизненный портрет царевича, написанный голландско-шведским художником Мартином Мийтенсом Старшим, хранится в собрании Национального музея Швеции.
- Мемориальная доска на доме в Стокгольме (улица Slussplan, дом 7), где Александр Арчилович находился в заключении с 1701 по 1711 год.